# Boche
Boche es una localidad española del municipio de Yeste, perteneciente a la provincia de Albacete, en la comunidad autónoma de Castilla-La Mancha.

## Historia
Hacia mediados del siglo XIX, el lugar, ya por entonces perteneciente a Yeste, estaba formado por 9 cortijos. Aparece descrito en el cuarto volumen del Diccionario geográfico-estadístico-histórico de España y sus posesiones de Ultramar de Pascual Madoz de la siguiente manera:

BOCHE: cortijada en la prov. de Albacete, part. jud. y térm. jurisd. de Yeste; la forman 9 cortijos algun tanto separados entre si, dist. de la v. 3/4 de hora al NO. Su terreno tiene algo de huerta que se riega con las fuentes que brotan en medio de ella, y en particular con la que se desprende de la cumbre de la sierra del Ardal: hay algunos árboles frutales, aunque pocos, por su destemplada temperatura, y lo demas se halla poblado de pinos y monte bajo.
(Madoz, 1846, p. 370)

En 2022, el núcleo de población tenía empadronados 81 habitantes.